# Pasynki (gromada)
Pasynki – dawna gromada, czyli najmniejsza jednostka podziału terytorialnego Polskiej Rzeczypospolitej Ludowej w latach 1954–1972.
Gromady, z gromadzkimi radami narodowymi (GRN) jako organami władzy najniższego stopnia na wsi, funkcjonowały od reformy reorganizującej administrację wiejską przeprowadzonej jesienią 1954 do momentu ich zniesienia z dniem 1 stycznia 1973, tym samym wypierając organizację gminną w latach 1954–1972.
Gromadę Pasynki z siedzibą GRN w Pasynkach utworzono – jako jedną z 8759 gromad – w powiecie bielskim w woj. białostockim, na mocy uchwały nr 12/V WRN w Białymstoku z dnia 4 października 1954. W skład jednostki weszły obszary dotychczasowych gromad Pasynki, Łoknica, Ogrodniki, Saki i Treszczotki oraz miejscowość Miękisze z dotychczasowej gromady Miękisze ze zniesionej gminy Pasynki w tymże powiecie. Dla gromady ustalono 14 członków gromadzkiej rady narodowej.
31 grudnia 1959 z gromady Pasynki wyłączono wieś Ogrodniki i kolonię Użyki włączając je do znoszonej gromady Parcewo; równocześnie do gromady Pasynki przyłączono obszar zniesionej gromady Zubowo oraz wsie Kotły, Sobótka i Biała oraz kolonię Sobótka ze zniesionej gromady Kotły.
1 stycznia 1969 do gromady Pasynki przyłączono wieś Ogrodniki ze zniesionej gromady Hołody; z gromady Pasynki wyłączono natomiast wsie Biała i Kotły włączając je do nowo utworzonej gromady Bielsk Podlaski.
Gromada przetrwała do końca 1972 roku, czyli do kolejnej reformy gminnej.